# Liste der Naturdenkmale in Oberhambach
Die Liste der Naturdenkmale in Oberhambach nennt die im Gemeindegebiet von Oberhambach ausgewiesenen Naturdenkmale (Stand 15. Juli 2013).

## Naturdenkmale
| Nr.         | Bezeichnung   | Lage                                        | Beschreibung                 | Bild                                    |
| ----------- | ------------- | ------------------------------------------- | ---------------------------- | --------------------------------------- |
| ND-7134-383 | Eiche         | Hauptstraße, gegenüber Nr. 58/60 Lage       | Quercus sp.                  | Direkt Bild zu diesem Denkmal hochladen |
| ND-7134-419 | Eiche         | südwestlich des Ortes; Flur Auf Rödelt Lage | Quercus sp.                  | Direkt Bild zu diesem Denkmal hochladen |
| ND-7134-425 | Zigeunereiche | Sauerbrunnen, bei Nr. 1 Lage                | Quercus sp.; um 1450 gekeimt | Direkt Bild zu diesem Denkmal hochladen |
| ND-7134-426 | Eiche         | Hauptstraße, bei Nr. 33 Lage                | Quercus sp.                  | Direkt Bild zu diesem Denkmal hochladen |